# Comté de Dimmit
Le comté de Dimmit, en anglais : Dimmit County est un comté situé dans le sud de l'État du Texas aux États-Unis. Le siège de comté est la ville de Carrizo Springs. Selon le recensement de 2020, sa population est de 8 615 habitants, estimée en 2017 à 10 418 habitants. 
Le comté a une superficie de 2 344 km2, dont 2 342 km2 en surfaces terrestres.

## Démographie
Lors du recensement de 2010, le comté comptait une population de 9 996 habitants. En 2017, la population est estimée à 10 418 habitants.

Pyramide des âges du comté de Dimmit (2000).